# Trachymene anceps
Trachymene anceps är en flockblommig växtart som beskrevs av Dc. Trachymene anceps ingår i släktet Trachymene och familjen flockblommiga växter. Inga underarter finns listade i Catalogue of Life.